# Todd Rogers
Todd Jonathan Rogers (Santa Barbara, 30 settembre 1973) è un giocatore di beach volley statunitense, campione mondiale del 2007 e olimpico a Pechino 2008. Fa coppia con Phil Dalhausser.

## Carriera
Mentre era ancora studente alla UCSB, Rogers giocò il suo primo torneo AVP nel 1995 facendo coppia con Canyon Ceman con cui giocò anche un torneo supplementare nello stesso anno.

### 1996-2001: Gli inizi in coppia con Dax Holdren
Nel 1996, dopo il college, Rogers ebbe come partner il suo compagno di squadra del liceo, Dax Holdren, con cui incominciò a giocare nell'AVP Tour nazionale e nel FIVB World Tour internazionale. Rogers divenne Rookie of the Year nel 1997, e nel 1998 vinse, insieme a Holdren, il primo torneo.
Nel 2000, Rogers e Holdren vinsero il loro primo torneo FIVB a Rosarito, in Messico.
Durante i sei anni come compagni, Rogers e Holdren ebbero un discreto successo, con 8 primi posti, 7 secondi posti e 4 terzi posti.

### 2002-2005: In coppia con Sean Scott
Nel 2002, cambiò compagno di squadra e iniziò a fare coppia con Sean Scott. La coppia trovò anche un discreto successo, ma ottennero solo un podio su quattro nel Tour AVP, e nessuno a livello internazionale.

### 2006-oggi: Il successo in coppia con Phil Dalhausser
Pur giocando con Scott, Rogers notò un beacher di nome Phil Dalhausser. Riconoscendo il suo potenziale, Rogers collaborò con lui per la stagione 2006 e divenne allenatore di Dalhausser.
La coppia vinse otto eventi AVP e un evento FIVB nel 2006. Rogers vinse anche il torneo di fine stagione, guadagnandosi il titolo di "Dio della spiaggia".
Nonostante il loro successo, Rogers e Dalhausser finirono la stagione AVP 2006 al secondo posto, a soli sei punti da Mike Lambert e Stein Metzger. 
Rogers e Dalhausser nel 2007 vinsero il torneo AVP finendo con più di 800 punti di distanza dalla squadra al secondo posto e con 10 tornei vinti.
Il duo vinse anche i Campionati mondiali di beach volley FIVB a Gstaad, in Svizzera. La prima, e finora unica, vittoria a livello maschile degli Stati Uniti. 
Nel 2008 Rogers e Dalhausser sono stati i dominatori su entrambi i tour, quello AVP e quello FIVB. Ottennero otto vittorie interne e tre vittorie internazionali, tutte nel Grande Slam.
Nel 2009, Dalhausser e Rogers vinsero la medaglia di bronzo ai Campionati mondiali di beach volley a Stavanger, Norvegia.

### Allenatore
Rogers è stato assistente allenatore di volley maschile alla UC Santa Barbara dal 2000 al 2005. Lasciò il ruolo da allenatore per dedicarsi a tempo pieno alla sua carriera professionale. Todd Rogers e il suo socio Phil Dalhausser vinsero la medaglia d'oro alle olimpiadi di Pechino 2008 nella categoria maschile di Beach Volley, apice di un anno che li ha visti vincere quasi ogni torneo a cui hanno partecipato.

### Olimpiadi

#### Atene 2004
Nonostante si siano classificati come quarti al mondo, Rogers e Sean Scott, non giocarono le olimpiadi del 2004 perché i 2 posti disponibili del Team USA erano già occupati. Rogers venne chiamato come alternativa ma non giocò.

#### Pechino 2008
Rogers e Dalhausser arrivarono alle olimpiadi del 2008 come la coppia numero uno al mondo, tuttavia iniziarono la competizione in maniera disastrosa, infatti persero la prima partita contro la coppia lettone composta da Aleksandrs Samoilovs e Mārtiņš Pļaviņš. Da lì in poi la coppia compie un percorso netto vincendo tutte le partite fino alla finale.
Il 22 agosto 2008, Rogers e Dalhausser ottennero la medaglia d'oro sconfiggendo la squadra brasiliana composta da Fábio Luiz Magalhães e Márcio Araújo in tre set.

#### Londra 2012
Rogers e Dalhausser non hanno difeso l'oro olimpico. Sono stati eliminati agli ottavi di finale dalla coppia italiana composta da Paolo Nicolai e Daniele Lupo, terminando il loro torneo al nono posto.

## Vita privata
Todd Rogers è sposato con Melissa Masonheimer Rogers e ha una figlia, Hannah, e un figlio, Nate.
Anche se è nato a Santa Barbara, attualmente risiede a Solvang, in California.

## Palmarès
- Giochi olimpici

Pechino 2008: oro.
- Campionati mondiali di beach volley

2007 - Gstaad: oro.
2009 - Stavanger: bronzo.
- AVP Best Defensive Player 2004, 2005, 2006, 2007, 2008
- AVP Crocs Cup Champion 2007 (Phil Dalhausser), 2008 (Phil Dalhausser)
- AVP Most Valuable Player 2006
- AVP Rookie of the Year 1997
- AVP Team of the Year 2007 (Phil Dalhausser), 2008 (Phil Dalhausser)
- FIVB Best Defensive Player 2006, 2007, 2008
- FIVB Most Inspirational 2008
- FIVB Best Setter 2005